# Józef Achilles Puchała
Józef Achilles Puchała (Kosina, 18 marzo 1911 – 19 luglio 1943) è stato un religioso polacco, frate dell'Ordine francescano, torturato e ucciso dai nazisti durante la seconda guerra mondiale e beatificato da papa Giovanni Paolo II il 13 giugno 1999.

## Biografia
Nacque il 18 marzo 1911 da Franciszka e Zofii Olbrycht e fu battezzato lo stesso giorno. Entrò in seminario a Leopoli nel 1924, prese i voti il 22 maggio 1932 e fu ordinato sacerdote il 5 luglio 1932.
All'età di 16 anni fu ammesso nell'Ordine francescano. Tra il 1932 e il 1937 studiò filosofia e teologia a Cracovia. Fu ordinato sacerdote nel 1936. Terminati gli studi entrò nel convento francescano di Hrodna. Nel 1939 divenne secondo vicario a Ivjanec.
Allo scoppio della seconda guerra mondiale fu trasferito in un paese vicino come prevosto della parrocchia di Santa Maria Maddalena. Dopo la rivolta antinazista di Ivjanec, nel giugno 1943 la popolazione locale fu arrestata dai tedeschi. Sebbene Puchała ne avesse l'opportunità, scelse di non scappare e rimase invece con i suoi parrocchiani.
Puchała fu torturato a morte assieme al fratello francescano Charles Herman Stępień. Fu beatificato da papa Giovanni Paolo II nel 1999 assieme ad altri 107 martiri polacchi della seconda guerra mondiale.